# William Berntsen
William Eldred Berntsen (* 25. März 1912 in Jersie; † 14. September 1994 in Frederikssund) war ein dänischer Segler.

## Erfolge
William Berntsen, der für den Hellerup Sejlklub und den Frederikssund Sejlklub segelte, nahm fünfmal an Olympischen Spielen teil. Bei seinem Olympiadebüt 1948 in London war er in der Bootsklasse Drachen Skipper des dänischen Bootes Snap, dessen Crew aus seinem Bruder Ole Berntsen und Klaus Baess bestand. In insgesamt sieben Wettfahrten platzierte sich die Snap stets unter den besten fünf Booten und schloss die in Torquay stattfindende Regatta mit 4223 Gesamtpunkten auf dem dritten Platz ab, womit die Berntsen-Brüder und Baess die Bronzemedaille hinter der Pan von Thor Thorvaldsen aus Norwegen und der Slaghoken von Folke Bohlin aus Schweden erhielten. Vier Jahre darauf war Ole Berntsen Skipper, während William Berntsen gemeinsam mit Aage Birch die Crew komplettierte. Mit der Yacht Snude wurden sie in der Drachen-Klasse trotz des Gewinns der dritten Wettfahrt lediglich Fünfte. Bei seiner dritten Olympiateilnahme 1960 in Rom fungierte Berntsen wieder als Skipper, dieses Mal in der 5,5-m-Klasse. Gemeinsam mit seiner Crew Søren Hancke und Steen Christensen gewann er mit der Web II zwei der sieben Wettfahrten. Sie beendeten die in Neapel stattfindende Regatta mit 5678 Punkten auf dem zweiten Rang hinter dem von George O’Day angeführten US-amerikanischen Boot Minotaur und vor der Ballerina IV aus der Schweiz mit Skipper Henri Copponex und gewannen so die Silbermedaille. Bei den Olympischen Spielen 1964 in Tokio kam er mit der Web III in der 5,5-Meter-Klasse nicht über den zwölften Platz hinaus. Auch 1968 konnte er in Mexiko-Stadt in derselben Klasse lediglich ein Boot hinter sich lassen und schloss die Regatta auf Rang 13 ab.
1961 wurde William Berntsen in Helsinki in der 5,5-Meter-Klasse Vizeweltmeister. Sein zweiter Bruder Carl Berntsen segelte 1936 bei den Olympischen Spielen mit.